# Giruá
Giruá là một đô thị thuộc bang Rio Grande do Sul, Brasil. Đô thị này có diện tích 855,923 km², dân số năm 2007 là 17070 người, mật độ 19,94 người/km².